# Таранто
Та̀ранто (на италиански: Taranto, на местен диалект: Tàrde – Тарде) е крайбрежен пристанищен град и община в регион Пулия, Южна Италия. Градът е административен център на едноименната провинция Таранто.
Той е важен търговски и пристанищен град. По името му се нарича Тарентският залив. Населението му е 191 848 жители към 30 ноември 2010 г.
Античният Тарент е основан от фокейците.

## Външни перпратки
- Уебсайт на града